# Europaspiele 2015/Beachvolleyball
Bei den Europaspielen 2015 in Baku, Aserbaidschan wurden vom 16. bis 21. Juni 2015 zwei Wettbewerbe im Beachvolleyball ausgetragen: jeweils eine Konkurrenz bei den Frauen und bei den Männern.

## Ergebnisse

### Männer
| Platz | Sportler                           | Land       |
| ----- | ---------------------------------- | ---------- |
| 1     | Mārtiņš Pļaviņš Haralds Regža      | Lettland   |
| 2     | Jaroslaw Koschkarjow Dmitri Barsuk | Russland   |
| 3     | Přemysl Kubala Jan Hadrava         | Tschechien |

Datum: 21. Juni 2015

### Frauen
| Platz | Sportlerinnen                              | Land       |
| ----- | ------------------------------------------ | ---------- |
| 1     | Nicole Eiholzer Nina Betschart             | Schweiz    |
| 2     | Lena Plesiutschnig Katharina Schützenhöfer | Österreich |
| 3     | Ieva Dumbauskaitė Monika Povilaitytė       | Litauen    |

Datum: 20. Juni 2015

## Medaillenspiegel
| Rang   | Land       | Gold | Silber | Bronze | Gesamt |
| ------ | ---------- | ---- | ------ | ------ | ------ |
| 1      | Lettland   | 1    | 0      | 0      | 1      |
| 1      | Schweiz    | 1    | 0      | 0      | 1      |
| 2      | Österreich | 0    | 1      | 0      | 1      |
| 2      | Russland   | 0    | 1      | 0      | 1      |
| 3      | Litauen    | 0    | 0      | 1      | 1      |
| 3      | Tschechien | 0    | 0      | 1      | 1      |
| Gesamt | Gesamt     | 2    | 2      | 2      | 6      |